# Marco de fronteira
Um marco de fronteira ou marco fronteiriço, também chamado de padrão, (ant: mogo, moiom ) é um marco físico robusto que identifica o limite de uma linha de fronteira terrestre ou a mudança na direção dessa linha limítrofe. São normalmente usados para marcar pontos críticos na linha de fronteira entre estados ou subdivisões suas, mas também podem servir para marcar o limite de terrenos privados onde vedações ou muros são pouco práticos ou desnecessários.
São normalmente feitos de pedra ou betão e colocados em pontos notáveis ou especialmente visíveis do terreno. É também comum que tenham informação inscrita com a identificação dos territórios em cada lado e uma data de colocação.

## Galeria

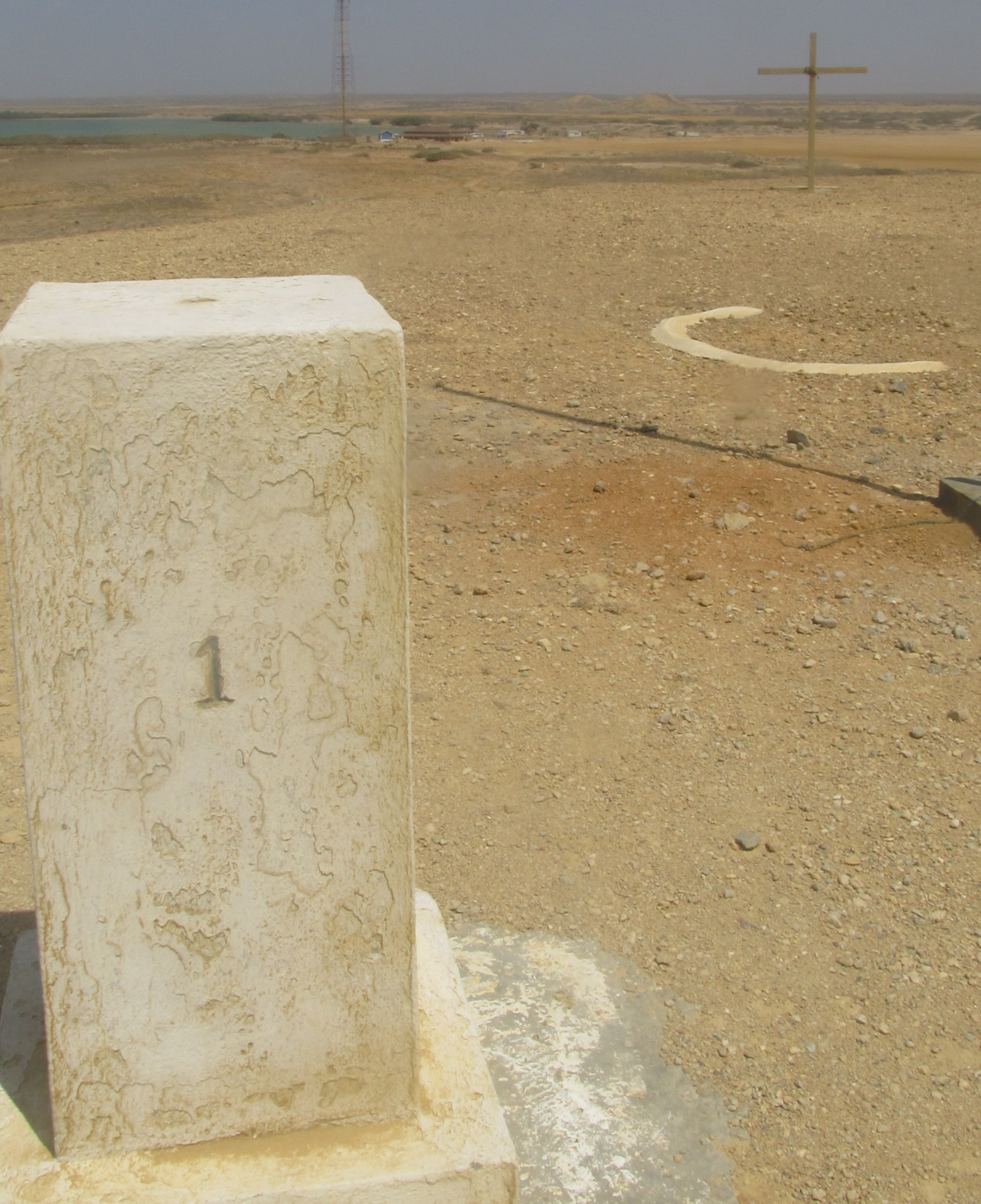
Marco na fronteira Colômbia-Venezuela, região de Castilletes.
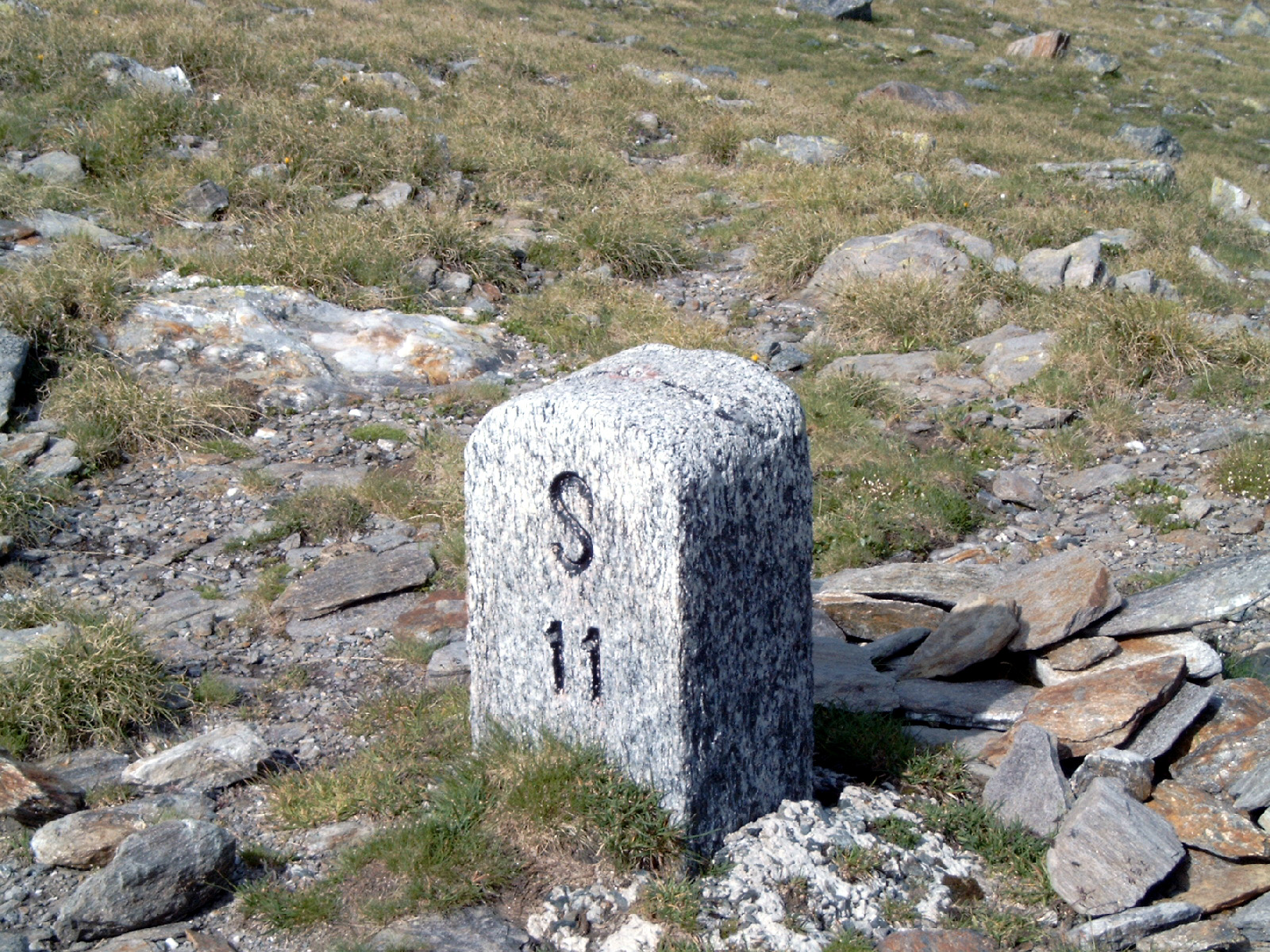
Marco de fronteira do Passo San Giacomo entre Val Formazza na Itália e Val Bedretto na Suíça.
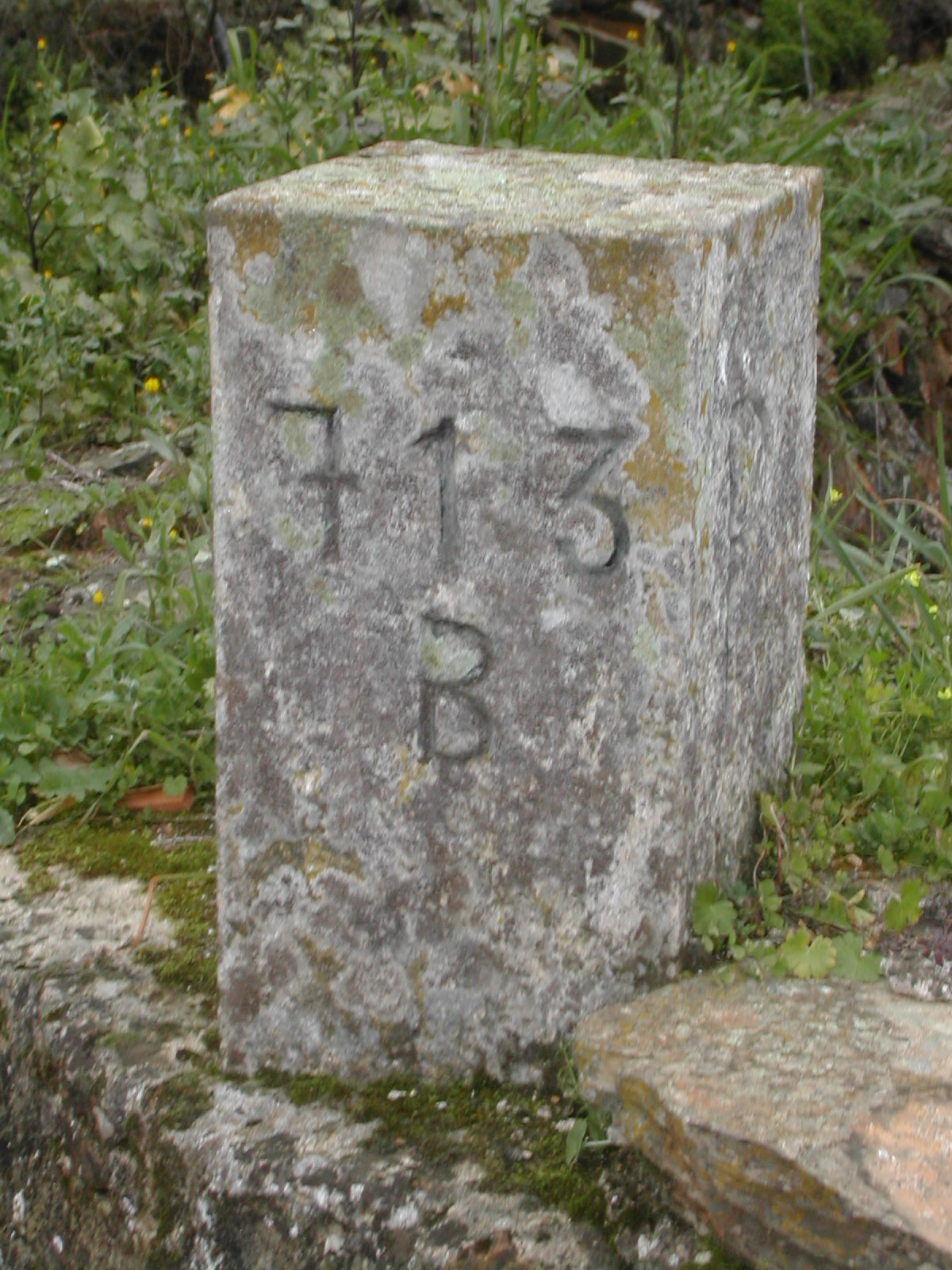
Marco fronteiriço 713B na raia Portugal-Espanha, em Marco